# Bernardo Dovizi Bibbiena
Bernardo Dovizi Bibbiena, italijanski kardinal in pisec komedij, *4. avgust 1470, Bibbiena, † 9. november 1520, Rim.